# シビティ
シビティ（フランス語: Sibiti）はコンゴ共和国の町である。レクム県の県都である。人口は33,887人（2023年国勢調査速報結果）。

## 交通

### 空港
- シビティ空港（英語版）

## 出身者
- Theddy Ongoly - サッカー選手